# Pedro Gonçalves
Pour l'entraîneur de football né en 1976, voir Pedro Gonçalves (football, 1976).
Pour les articles homonymes, voir Gonçalves.
Pedro Gonçalves né le 28 juin 1998 à Chaves au Portugal, est un footballeur international portugais qui évolue au poste de  milieu de terrain ou d'ailier au Sporting CP.

## Biographie

### Wolverhampton Wanderers
Passé par le SC Braga et le Valence CF dans les équipes de jeunes, Pedro Gonçalves rejoint le club anglais de Wolverhampton Wanderers le 18 juillet 2017. Il joue son premier match en professionnel le 28 août 2018, lors d'une rencontre de coupe de la Ligue anglaise contre Sheffield Wednesday FC. Entré en jeu lors de cette partie, il voit son équipe s'imposer sur le score de deux buts à zéro.

### FC Famalicão
Le 2 juillet 2019 Pedro Gonçalves fait son retour au Portugal en signant avec le FC Famalicão. Il joue son premier match sous ses nouvelles couleurs le 3 août 2019, à l'occasion d'une rencontre de coupe de la Ligue du Portugal face au SC Covilhã, contre qui son équipe s'incline (0-2). Il joue son premier mach de Liga NOS le 10 août suivant en étant titularisé face au CD Santa Clara lors de la première journée de la saison 2019-2020. Son équipe s'impose sur le score de deux buts à zéro ce jour-là. Le 14 septembre 2019 Gonçalves inscrit son premier but en professionnel lors d'un match de championnat face à Paços de Ferreira. Durant cette rencontre remportée sur le score de quatre buts à deux par son équipe, il délivre une passe décisive pour Fábio Martins sur l'ouverture du score. Le 3 juin 2020 il se fait remarquer lors d'un match de Liga NOS face au FC Porto en donnant la victoire à son équipe d'une frappe du droit de l'extérieur de la surface (2-1).

### Sporting CP
Après une saison au FC Famalicão, Pedro Gonçalves s'engage avec le Sporting CP pour un contrat de cinq ans pour 6.5 millions d'euros, le 18 août 2020,.
Le 24 octobre 2020, Gonçalves réalise son premier doublé pour le Sporting lors d'une rencontre de championnat face au CD Santa Clara. Il permet ainsi à son équipe de l'emporter par deux buts à un. Il s'agit de ses deux premiers buts pour le club.
Dès sa première saison il est sacré champion du Portugal en 2021.

### En sélection
Pedro Gonçalves honore sa première sélection avec l'équipe nationale du Portugal le 4 juin 2021, à l'occasion d'un match amical contre l'Espagne. Il entre en jeu à la place de João Félix et les deux équipes se neutralisent (0-0 score final).

## Statistiques
| Saison                | Club                    | Championnat           | Championnat | Championnat | Championnat | Coupe nationale | Coupe nationale | Coupe nationale | Coupe de la Ligue | Coupe de la Ligue | Coupe de la Ligue | Supercoupe | Supercoupe | Supercoupe | Compétition(s) continentale(s) | Compétition(s) continentale(s) | Compétition(s) continentale(s) | Compétition(s) continentale(s) | Total | Total | Total |
| Saison                | Club                    | Division              | M.          | B.          | P.d.        | M.              | B.              | P.d.            | M.                | B.                | P.d.              | M.         | B.         | P.d.       | Comp.                          | M.                             | B.                             | P.d.                           | M.    | B.    | P.d.  |
| 2018-2019             | Wolverhampton Wanderers | Premier League        | -           | -           | -           | -               | -               | -               | 1                 | 0                 | 0                 | -          | -          | -          | -                              | -                              | -                              | -                              | 1     | 0     | 0     |
| Sous-total            | Sous-total              | Sous-total            | -           | -           | -           | -               | -               | -               | 1                 | 0                 | 0                 | -          | -          | -          | -                              | -                              | -                              | -                              | 1     | 0     | 0     |
| 2019-2020             | FC Famalicão            | Liga NOS              | 33          | 5           | 6           | 6               | 2               | 2               | 1                 | 0                 | 0                 | -          | -          | -          | -                              | -                              | -                              | -                              | 40    | 7     | 8     |
| Sous-total            | Sous-total              | Sous-total            | 33          | 5           | 6           | 6               | 2               | 2               | 1                 | 0                 | 0                 | -          | -          | -          | -                              | -                              | -                              | -                              | 40    | 7     | 8     |
| 2020-2021             | Sporting CP             | Liga NOS              | 32          | 23          | 4           | 1               | 0               | 0               | 3                 | 0                 | 1                 | -          | -          | -          | C3                             | 1                              | 0                              | 0                              | 37    | 23    | 5     |
| 2021-2022             | Sporting CP             | Liga NOS              | 27          | 8           | 10          | 4               | 2               | 2               | 4                 | 0                 | 0                 | 1          | 1          | 0          | C1                             | 5                              | 4                              | 2                              | 41    | 15    | 14    |
| 2022-2023             | Sporting CP             | Liga NOS              | 33          | 15          | 12          | 1               | 0               | 0               | 6                 | 2                 | 1                 | -          | -          | -          | C1+C3                          | 5+6                            | 0+3                            | 1+ 1                           | 51    | 20    | 15    |
| 2023-2024             | Sporting CP             | Liga NOS              | 32          | 11          | 12          | 5               | 4               | 0               | 3                 | 0                 | 1                 | -          | -          | -          | C3                             | 9                              | 3                              | 3                              | 49    | 18    | 16    |
| 2024-2025             | Sporting CP             | Liga NOS              | 14          | 5           | 5           | 2               | 0               | 0               | 0                 | 0                 | 0                 | 1          | 1          | 1          | C1                             | 3                              | 0                              | 2                              | 20    | 6     | 8     |
| 2025-2026             | Sporting CP             | Liga NOS              | 1           | 0           | 1           | 0               | 0               | 0               | 0                 | 0                 | 0                 | 1          | 0          | 0          | C1                             | 0                              | 0                              | 0                              | 2     | 0     | 1     |
| Sous-total            | Sous-total              | Sous-total            | 139         | 62          | 44          | 13              | 6               | 2               | 16                | 2                 | 3                 | 3          | 2          | 1          | -                              | 29                             | 10                             | 9                              | 200   | 82    | 59    |
| Total sur la carrière | Total sur la carrière   | Total sur la carrière | 172         | 67          | 50          | 19              | 8               | 4               | 18                | 2                 | 3                 | 3          | 2          | 1          | -                              | 29                             | 10                             | 9                              | 241   | 89    | 67    |

## Palmarès

### En sélection
- Portugal
- Ligue des nations
  - Vainqueur de la Ligue des nations 2025

### En club
Sporting CP
- Coupe de la Ligue portugaise (1) :
  - Vainqueur : 2021.
- Supercoupe du Portugal (1) :
  - Vainqueur : 2021.
- Championnat du Portugal (3) :
  - Vainqueur : 2021, 2024 et en 2025.